# Сетунь
（拉丁字母轉寫：Setun'）和 70是蘇聯的莫斯科国立大学研究员设计的第一批三进制计算机。
是一台带有快速乘法器的时序计算机。小型的铁氧体随机存储器（容量为3页，即54字）充当缓存，在主磁鼓存储器中交换页面。这台计算机支持24条指令，其中3条为预留指令，目前不用。 70是一台双堆栈计算机。其回叫堆栈用来调用子程序。这一简单的改进启发了荷兰计算机科学家艾兹格·W·迪科斯彻，为他日后提出结构化程序设计思想打下了基础。
设计计划由科学院院士在1956年发起。该计划旨在为大专院校、科研院所、设计单位和生产车间提供一种价廉物美的计算机。为此，在莫大计算机中心成立了一个最初由4名副博士、5名学士组成研究小组。、和是这个小组的永久成员。在该小组开发和研制下，的样机于1958年12月准备完毕。在头两年测试期，几乎不需要任何调试就运行得非常顺利，它甚至能执行一些现有的程序。1960年，开始公共测试。
1960年4月，就顺利地通过了公测。它在不同的室温下都表现出惊人的可靠性和稳定性。它的生产和维护也比同期其它计算机要容易得多，而且应用面广，因此被建议投入批量生产。
可是，苏联官僚对这个经济计划外的科幻产物持否定的态度且勒令其停产。而此时，对的订单却如雪片般从各方飞来，但10到15台的年产量远不足以应付市场需求。很快，计划合作生产的工厂倒闭了。1965年，停产了。取而代之的是一种二进制计算机，但价格却贵出2.5倍。
总共生产了50台（包括样机）。从加里宁格勒到雅库茨克，从阿什哈巴德到新西伯利亚，全苏都能看到的身影。各地都对的反应不错，认为它编程简单（不需要使用汇编语言），适用于工程计算、工业控制、计算机教学等各个领域。

## 70
有了的成功经验，研究员们决定不放弃三进制计算机的计划。他们在1970年推出了 70型计算机。 70对三进制的特性和概念有了进一步的完善和理解：建立了三进制字节——tryte（对应于二进制的byte），每个三进制字节由6个三进制位（trit，约等于9.5个二进制位bit）构成；指令集符合三进制逻辑；算术指令允许更多的操作数长——1、2和3字节（三进制），结果长度也扩展到6字节（三进制）。
对 70而言，传统计算机的字的概念已经失去意义了。编程的过程就是对三进制运算和三进制地址的操作。这些基于三进制字节的命令将会通过对虚拟指令的编译而得到。
 70成了莫斯科国立大学三进制计算机的绝唱。由于得不到上级的支持，这个科研项目不得不无限期停顿下来